# Jules Labiche
Jules Labiche est un homme politique français né le 9 août 1826 à Sourdeval (Manche) et décédé le 27 juillet 1905 à Sourdeval .
Après un séjour au Mexique et aux États-Unis où il fait fortune dans le commerce du coton, il revient en France, et devient conseiller municipal de sa commune natale en 1860, puis conseiller général en 1871. Après deux échecs aux législatives de 1876 et 1877, il est élu sénateur, républicain, de la Manche en 1879. Il garde son poste jusqu'à sa mort en 1905.
- fiche sur le site du sénat

## Sources
- « Jules Labiche », dans Adolphe Robert et Gaston Cougny, Dictionnaire des parlementaires français, Edgar Bourloton, 1889-1891 [détail de l’édition]
- « Jules Labiche », dans le Dictionnaire des parlementaires français (1889-1940), sous la direction de Jean Jolly, PUF, 1960 [détail de l’édition]